# Beverneltorkruid
Beverneltorkruid (Oenanthe pimpinelloides) is een giftige, vaste plant die behoort tot de schermbloemenfamilie (Umbelliferae oftewel Apiaceae). De plant komt van nature voor in Eurazië en in Nederland in Noord-Brabant. De soort staat op de Nederlandse Rode Lijst planten als zeer zeldzaam en stabiel of in aantal toegenomen.
De plant wordt 25-50 cm hoog en heeft eivormige wortelknolletjes, die in een dun, steelachtig deel is versmald. De stengel is gegroefd. De bladeren zijn dubbel geveerd tot dubbelveerdelig. De slippen van de onderste bladeren zijn elliptisch-wigvormig. De bladranden zijn ingesneden tot getand.
Beverneltorkruid bloeit in juni en juli met 3-4 mm grote, witte bloemen. De kroonbladen zijn zeer ongelijk en de randbloemen zijn duidelijke stralend. De bloeiwijze is een enkelvoudig scherm met zes tot vijftien stralen, twee tot vijf omwindselbladen en twaalf tot twintig omwindselblaadjes. De schermstralen en de bloemstelen zijn na de bloei verdikt. De helmhokjes zijn wit of beige.
De vrucht is een tweedelige splitvrucht met eenzadige, 3,5 mm grote, cilindrische deelvruchtjes.
Beverneltorkruid wordt ook wel in de moestuin gezaaid vanwege de eetbare knolletjes.
De plant komt voor in voedselrijk, vochtig grasland. De verse knolletjes zijn giftig door de gifstof oenanthotoxine, maar kunnen wel gekookt, gebakken of gefrituurd gegeten worden. Ze hebben een hazelnootachtige smaak.
Het chromosoomaantal is 2n = 22.

## Namen in andere talen
- Duits: Bibernell-Wasserfenchel, Bibernellepferdesaat
- Engels: Meadow Parsley, Corky-fruited Water-dropwort
- Frans: Œnanthe faux boucage